# Alonso Suárez de la Fuente del Sauce
Alonso Suárez de la Fuente del Sauce (Fuente el Saúz, XV secolo – Jaén, 5 novembre 1520) è stato un vescovo cattolico spagnolo.

## Biografia
Fu vescovo delle diocesi di Mondoñedo (1493), Lugo (1494–1500) e Jaén (1500–1520). Nel 1494 fu nominato inquisitore generale aggiunto di Isabella I di Castiglia e nel 1496 commissario della crociata, poi presidente del consiglio di Castiglia.